# Famille Grout de Beaufort
Pour les articles homonymes, voir Famille de Beaufort.
La famille Grout de Beaufort est une famille subsistante de la noblesse française.
Elle compte parmi ses membres un explorateur au XIXe siècle et un résistant au cours de la seconde Guerre mondiale.

## Histoire
Régis Valette écrit que cette famille est originaire de l'Île-de-France et qu'elle a été anoblie par charges à la Cour des monnaies de Paris (1740-1770).
Cette famille est adhérente de l'association d'entraide de la noblesse française depuis 1988.

## Personnalités

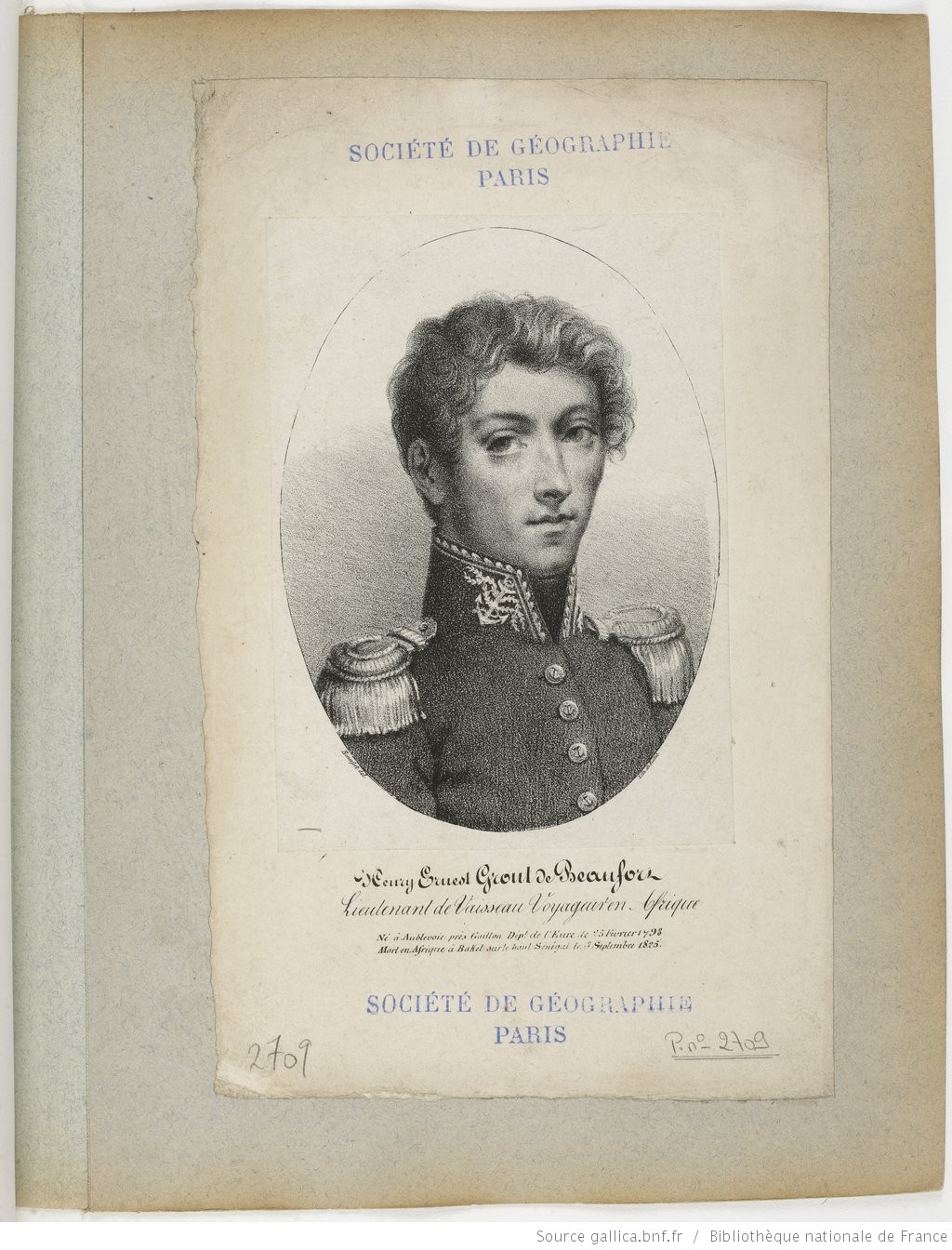
Henri Grout de Beaufort (1798-1825)

- Henri Grout de Beaufort (1798-1825), explorateur
- Alain Grout de Beaufort (1918-1944), résistant, compagnon de La Libération

## Filiation
- Jean Louis Grout de Beaufort (1754 - 1813) ✕ (1796) Marie Catherine Joseph de Chalange (1769 - 1840)
  - Anne Raoul (1796 - 1866) ✕ (1841) Aline Suzanne Roux de Clansayes (1806 - 1880)
    - Louise Marie Gabrielle (1842 - 1915)
    - Anna Georgette Aline (1845 - 1933) ✕ (1874) Thomas Alexis Camille Boyer (1831 - 1895)
    - ✕ (1896) Georges Raoul Henri Roux (1846 - 1904) ✕ Marie Modeste Aurore Pignolet de Fresne (1809 - 1839)
    - Joseph Ernest (1831 - 1892)
    - Jean Baptiste Hardouin (1833 - 1840)

  - Henri (1798 - 1825)
  - Gustave (1800 - 1870) ✕ (1832) Ambroisine du Faÿ de Carsix (1799 - 1851)
    - Henri (1837 - 1903) ✕ (1869) Clémence de Thélin (1845 - 1918)
      - 
        - René (1870 - 1934) ✕ (1898) Anne Marie Creuzé (1876 - 1959)
          - Pierre (1899 - 1978) ✕ Béatrice Marie Bellencourt (1897 - 1986)
          - Christiane (ca 1900 - 1968) ✕ (1926) Henry Garnier (1903 - 1940)
          - Guy (1904 - 1981) ✕ (1926) Hélène de Robiano de Saffran (1906 - 1999)
          - Colette (1907 - 1987) ✕ (1931) Jacques Bretagne (1907 - 1944)
          - Jacques Robert (1911 - 1944) ✕ Privé
          - Bernard (1914 - 1944)

        - Charles (1875 - 1954) ✕ (1901) Marie-Aimée Cauvière (1883 - 1955)
          - Germaine (1913 - 1989) ✕ (1937) Bernard Jean Marie Royer de Véricourt (1907 - 1940)
          - Henry (1915 - 1945) ✕ (1941) Anne de Boisboissel (1916 - 2006)
          - Marie-Thérèse (1921 - 2007) ✕ (1952) Xavier de Caudron de Coquereaumont (1913 - 2004)
          - Yvonne (1924 - 2016) ✕ Privé
          - Privé ✕ Micheline de La Forest Divonne (1927 - 2002)

        - ✕ Jeanne Bourguignon d'Herbigny (1878 - 1905) (marié à Charles)
          - René (1902 - 1985) ✕ (1928) Denyse Girardon (1907 - 1999)
            - Jeanne (1928 - 2011)
            - Gérard (1932 - 2003) ✕ Privé
              - Michel (1959 - 1959)

            - Isabelle (1933 - 1935)
            - Privé ✕ Christian Dutheil de La Rochère (1934 - 2011)
            - Privé ✕ Aline Jevardat de Fombelle (1945 - 1998)

          - Marie-Antoinette (1903 - 1992) ✕ (1922) Emmanuel de Crevoisier Gouy de Bellocq Feuquières (1897 - 1976)

        - Robert (1877 - 1953) ✕ (1922) Élisabeth de Paix de Cœur de Roumare (1893 - 1971)
          - Raoul (1924 - 2008) ✕ Privé

        - Henriette (1880 - 1934) ✕ (1905) Fernand de Bazelaire (1879 - 1943)
        - Anne Marie (1882 - 1927) ✕ (1911) Charles Pierre Joseph Richert (1868 - 1944)
        - Joseph (1885 - 1916) ✕ (1910) Hortense Vuillaume (1885 - 1978)
          - François (1911 - 1998) ✕ (1935) Thérèse Bourguignon d'Herbigny (1913 - 2003)
            - Privé ✕ Myriam Charmerant (1947 - 1995)
            - Privé ✕ Guillemette Giraud (1936 - 2005)

          - Roger (1912 - 1988) ✕ (1942) Odile Degroote (1917 - 2004)
          - Henriette (1914 - 1986) ✕ (1938) Jean Marie Héliot (1907 - 2008)

      - Marie Sylvain André (1886 - 1916) ✕ (1912) Thérèse Durant de Saint-André (1892 - 1974)
        - Marie-Josèphe (1913 - 1973) ✕ (1933) Bernard d'Abbadie d'Arrast (1908 - 1968)

## Alliances
Les principales alliances de la famille Grout de Beaufort sont : de Chalange (1796), du Faÿ de Carsix (1832), Roux de Clansayes (1841), de Thélin (1869), Boyer (1874), Roux (1896), Creuzé (1898), Cauvière (1901), de Bazelaire (1905), Vuillaume (1910), Richert (1911), Durant de Saint-André (1912), de Paix de Cœur de Roumare (1922), de Crevoisier Gouy de Bellocq Feuquières (1922), Garnier (1926), de Robiano de Saffran (1926), Girardon (1928), Bretagne (1931), d'Abbadie d'Arrast (1933), Bourguignon d'Herbigny (1935), Royer de Véricourt (1937), Héliot (1938), de Boisboissel (1941), de Caudron de Coquereaumont (1952), Pignolet de Fresne, Bellencourt, Dutheil de La Rochère, de La Forest Divonne, Jevardat de Fombelle, Charmerant, Giraud, Assier de Pompignan.